# Dolicholobium philippinense
Dolicholobium philippinense là một loài thực vật có hoa trong họ Thiến thảo. Loài này được Trel. mô tả khoa học đầu tiên năm 1911.